# Конрад I фон Дюрн
Конрад I фон Дюрн (на немски: Konrad I von Dürn; на латински: „Cunradus de Durne“ acquired „advocaciam in Slierstat“; * 1193; † 17 септември 1253/1258) е благородник от род фон Дюрн, господар на Дюрн в Баден-Вюртемберг, адвокат в Злирщат.
Той е син на Улрих I фон Дюрн († ок. 1204/сл. 1212) и съпругата му Лукардис фон Хоенлое-Вайкерсхайм. Внук е на Рупрехт I фон Дюрн († сл. 1172) и Хедвиг фон Боксберг († сл. 1197), незаконната сестра на Конрад III фон Боксберг († сл. 1182/1212). Брат е на неженения Улрих II фон Дюрн († 1248/1250), който ок. 1225 влиза в немския орден и дарява с майка им Лукардис земя на ордена за построяване на коменде Хайлброн.
Дядо му Рупрехт е тесен съветник на императорите Фридрих I Барбароса и Хайнрих VI, той често е свидетел в техните документи. Баща му Улрих I фон Дюрн често е в кръга около крал Филип Швабски.
Чрез смъртта на последния от род фон Лауфен граф Бопо (V) 1216 – 1219 г. Конрад I наследява големи собствености в долината на Среден и Долен Некар. Конрад I завършва замък Вилденбург и построява замък Рипберг при Валдюрн. През 1236 г. той построява манастир Зелигентал като гробно место. Той притежава територия от ок. 2100 км².
През 1251 г. Конрад I фон Дюрн разделя собствеността си между синовете си: Бопо I получава графството Дилсберг, Рупрехт II територията ок. Форхтенберг и Улрих III територията ок. Вилденбург.
От липса на пари Улрих III и племенниците му Бопо II и Рупрехт III продават част от собствеността.
Фамилията фон Дюрн изчезва по мъжка линия през 1333 г. с правнук му Албрехт, синът на Бопо II, внукът на Конрад.

## Фамилия
Конрад I фон Дюрн се жени ок. 1216/1217 г. за Мехтилд фон Лауфен (* пр. 1254; † 1276/1277), дъщеря на граф Попо IV фон Лауфен († 1212/1219), внучка на Попо III фон Лауфен и Аделхайд фон Фобург. Тя е роднина на император Фридрих I Барбароса. Те имат шест деца:
- Бопо I фон Дюрн-Дилсберг († 1276), граф на Дилсберг, женен пр. 9 май 1253 г. за Евфемия фон Ринек († сл. 1299), дъщеря на граф Лудвиг II фон Ринек, бургграф на Майнц († 1243) и Аделхайд фон Хенеберг († сл. 1253).
- Конрад фон Дюрн († 8 август 1266 на Мюлберг)
- Рупрехт II фон Дюрн-Форхтенберг († сл. 6 май 1306), господар на Форхтенберг, женен 1253 г. за Мехтилд фон Хоенлое-Браунек († 1293), вдовица на пфалцграф Конрад I фон Тюбинген († пр. 1253), дъщеря на граф Конрад фон Хоенлое-Браунек-Романя († 1249) и Петриса фон Бюдинген († сл. 1249)
- Лукардис фон Дюрн († сл. 1276), омъжена I. за граф Готфрид IV фон Цигенхаайн и Нида († 1250), II. ок. 1276 г. за Хайнрих II Хоенлое-Браунек-Нойхауз († 18 април 1304)
- Улрих III фон Вилденберг († 20 юли 1308), женен за Аделхайд фон Крутхайм-Боксберг († сл. 19 май 1271), дъщеря на Крафто фон Крутхайм-Боксберг († 1271) и Аделхайд фон Велденц († пр. 1268)
- Мехтилд фон Дюрн († сл. 1254)